# Robert Cuffley
Robert Cuffley (...) è un regista e sceneggiatore canadese.
Ha co-sceneggiato e diretto Eyes For You (1996), Soother (1999), Turning Paige (2001) e Walk All Over Me (2007).

## Carriera

### Regista e sceneggiatore
- Eyes For You (1996)
- Soother (1999)
- Turning Paige (2001)
- Da vinci's inquest (serie TV - 2002)
- Walk All Over Me (2007)

### Produttore
- Game Seven (1998)